# كارلو أليوني
كارلو أليوني (1728 - 1804 ) (بالإنجليزية: Carlo Allioni) هو طبيب وعالم نبات إيطالي من بيدمونت وُلد في تورينو بإيطاليا.

## المسار المهني
في أبريل 1758 تم انتخابه زميلاً في زمالة الجمعية الملكية.وتم تعيينه أستاذًا استثنائيًا لعلم النبات في جامعة تورينو عام 1760 وكان أيضًا مديرًا لحديقة تورينو النباتية.

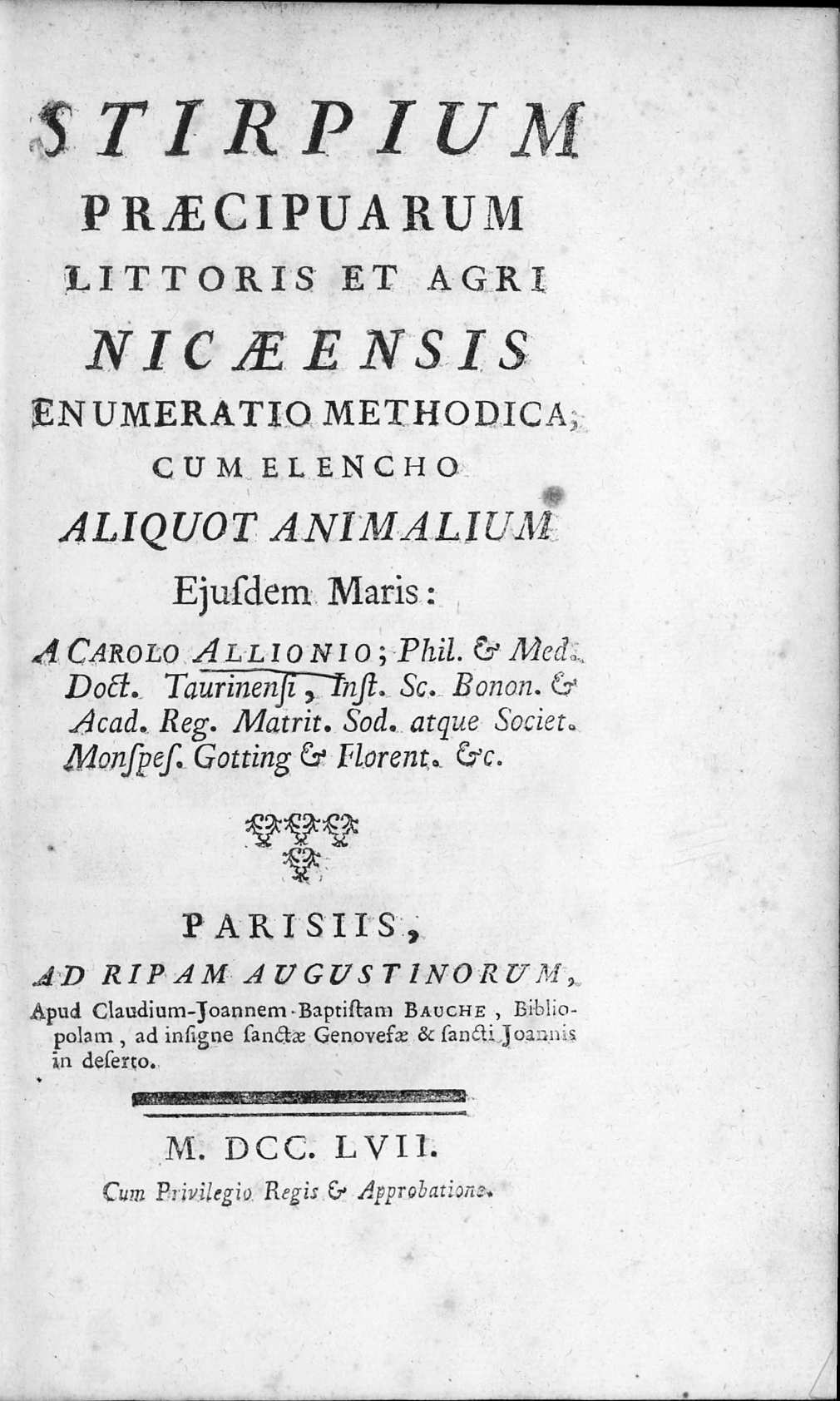
Stirpium praecipuarum littoris et agri Nicaeensis enumeratio methodica, 1757